# Српски филм (филм)
Српски филм је српски филм из 2010. године. Режирао га је Срђан Спасојевић, за који је сценарио написао заједно са Александром Радивојевићем.
Српски филм је имао међународну премијеру на South By Southwest фестивалу у америчком граду Остину 14. марта 2010. године, а у Србији је премијерно приказан на филмском фестивалу Cinema city у Новом Саду 11. јуна 2010. године.
Филм садржи екстремне и бруталне сцене насиља и не препоручује се млађима од 18 година и особама осетљивим на такве садржаје, због чега су такође надлежни државни органи Србије затражили стручно мишљење о томе да ли филм садржи елементе кривичног дела, како би се покренуо поступак за његову забрану. Филм није био приказан ни у Лондону, на Фрајт фесту, јер су организатори ове манифестације одбили да прикажу знатно скраћену верзију коју је одобрио Британски одбор за класификацију филмова. Филм је такође судском одлуком забрањен и на фестивалу интернационалног филма у Сан Себастијану, у Шпанији, са образложењем да угрожава сексуалне слободе.

## Радња
Милош, бивша порно звезда, води нормалан живот са својом женом Маријом и петогодишњим сином Петром. У транзиционој Србији, у бурним временима, покушава да састави крај са крајем. Изненадни позив од његове бивше партнерке Лејле, и даље активне у порно индустрији, промениће све. Свесна Милошевих финансијских проблема, Лејла упознаје Милоша са Вукмиром, сумњивим, мистериозним, лудим, али и политички моћним порно продуцентом, који Милошу износи врло примамљив предлог.
Главна улога у Вукмировом новом филму обезбедиће Милошу и његовој породици финансијску сигурност до краја живота. Уговор захтева да Милош не буде информисан о садржају филма који ће снимати.
Вукмир увлачи Милоша у низ невероватних, окрутних и насилних ситуација, решен да сними филм какав никада није виђен, користећи људе као топовско месо. У жељи да побегне из филмског пакла у који је упао и да спаси живот своје породице, Милош ће морати да жртвује све што има: свој понос, морал, разум, а можда и сопствени живот. У српском "срцу таме" где живот нема никакву вредност, у борби са непријатељем који је неупоредиво јачи и патолошки болестан, шансе за преживљавање су невероватно мале.

## Улоге
| Глумац             | Улога                       |
| ------------------ | --------------------------- |
| Срђан Тодоровић    | Милош                       |
| Сергеј Трифуновић  | Вукмир                      |
| Катарина Жутић     | Лејла                       |
| Јелена Гавриловић  | Марија                      |
| Слободан Бештић    | Марко                       |
| Лена Богдановић    | Докторка                    |
| Ана Сакић          | Јецина мајка                |
| Лука Мијатовић     | Стефан                      |
| Миодраг Крчмарик   | Раша                        |
| Ненад Хераковић    | Чувар 1                     |
| Чарни Ђерић        | Чувар 2                     |
| Андела Ненадовић   | Јеца                        |
| Лидија Плетл       | Јецина бака                 |
| Марина Савић       | Проститутка                 |
| Наташа Миљуш       | Породиља                    |
| Горан Мацура       | Мангуп                      |
| Мила Милошевић     | Девојка у базену            |
| Мирослав Сенчански | Редитељ краја филма         |
| Иван Цветић        | Телохранитељ 1              |
| Милош Врбица       | Телохранитељ 2              |
| Маријета Гоц       | Девојка у порно радионици 1 |
| Биљана Журнић      | Девојка у порно радионици 2 |
| Jелена Михић       | Девојка у порно радионици 3 |
| Ирена Кораћ        | Касирка                     |
| Сања Спасојевић    | Удата девојка               |
| Александар Бањац   | Ожењен момак                |

#### Каскадери
- Милкица Божић
- Зоран Настић